# Michail Vrubel
Michail Alexandrovič Vrubel (Михаил Александрович Врубель, 17. března 1856, Omsk — 14. dubna 1910, Petrohrad) byl ruský malíř.

## Život
Vrubelův otec byl vojenský prokurátor polského původu (Wróbel). Michail Vrubel vystudoval práva na petrohradské univerzitě a absolvoval uměleckou akademii. Zpočátku se věnoval převážně duchovnímu umění, studoval zejména byzantské malířství, zároveň však vstřebával vlivy symbolismu a secese. Jeho návrhy na výzdobu kyjevské Katedrály sv. Vladimíra byly proto církví odmítnuty jako příliš avantgardní.
Vrubel se ve své tvorbě často inspiroval literárními díly, ilustroval Tolstého, Shakespeara, Goetha i ruské legendy. Zajímal se o psychologii, měl blízko k nihilismu i mysticismu. Velký vliv na umělce měla návštěva Benátek. Na svých obrazech často užíval bronzový prášek, který míchal do barev, aby dosáhl kovového efektu. Věnoval se také užitnému umění, tvořil sochy a reliéfy, navrhoval nábytek i nádobí. Jeho manželkou byla od roku 1896 operní pěvkyně Naděžda Ivanovna Zabelová, který byla modelem k řadě umělcových obrazů (známý je portrét v kostýmu Labutě z opery Rimského-Korsakova Pohádka o caru Saltánovi).
Od roku 1902 se u Vrubela objevily příznaky duševní choroby, kterou patrně způsobila nedoléčená syfilis. Jeho série obrazů na motivy Lermontovových básní (Sedící démon, Letící démon, Svržený démon) vykazuje příznaky postupného rozpadu osobnosti. V roce 1906 Vrubel oslepl a nemohl dál malovat. Zemřel o čtyři roky později.

## Tvorba

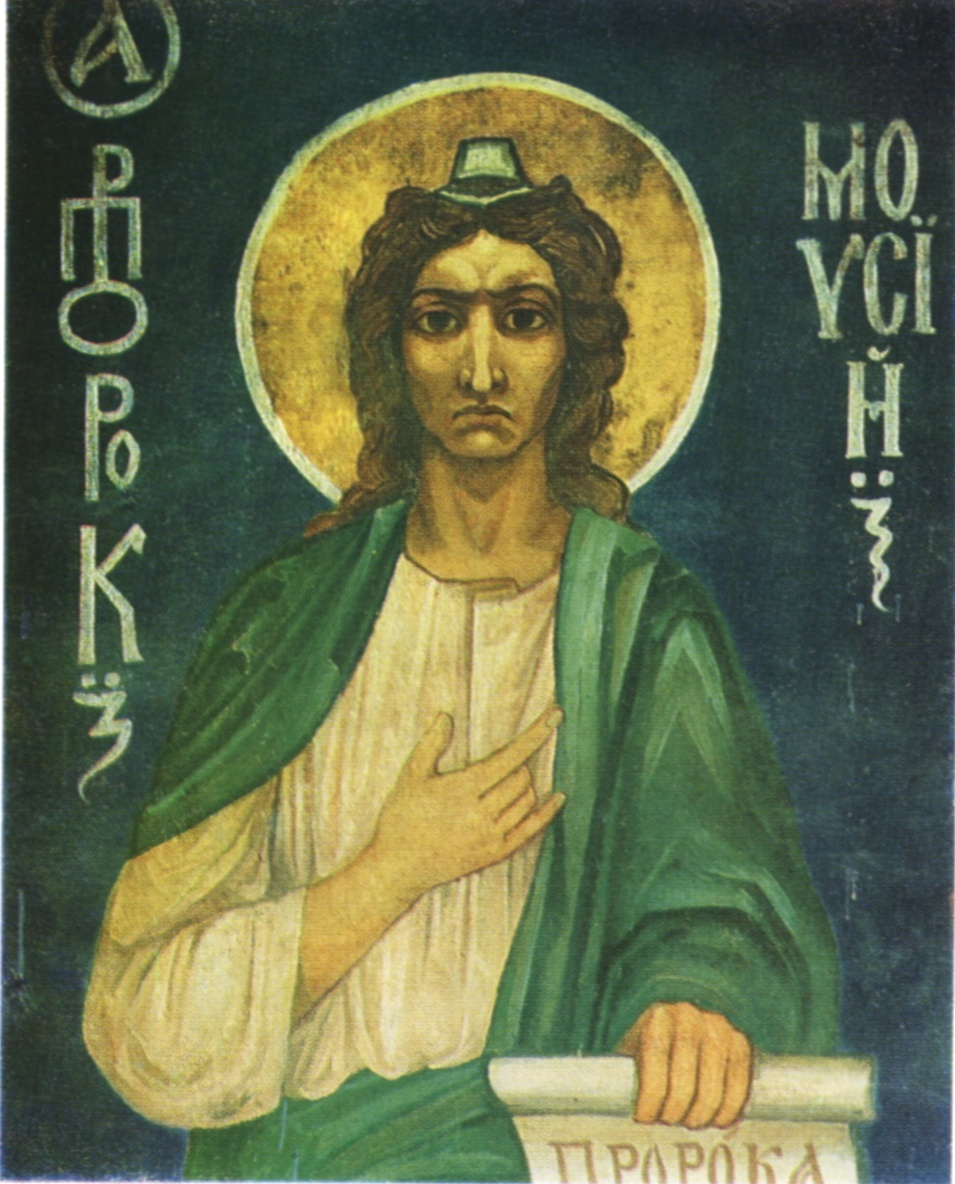
Mojžíš
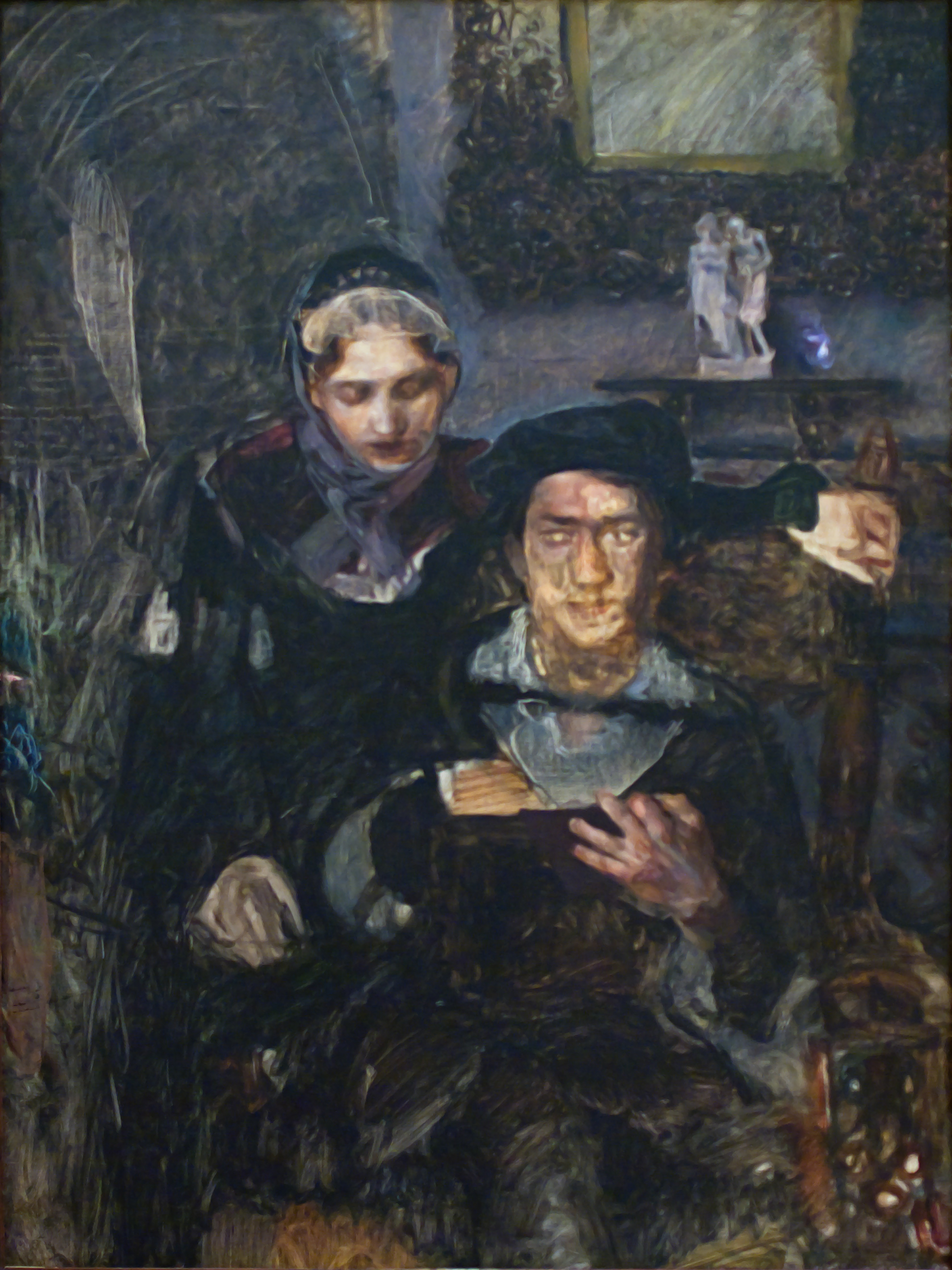
Hamlet a Ofélie
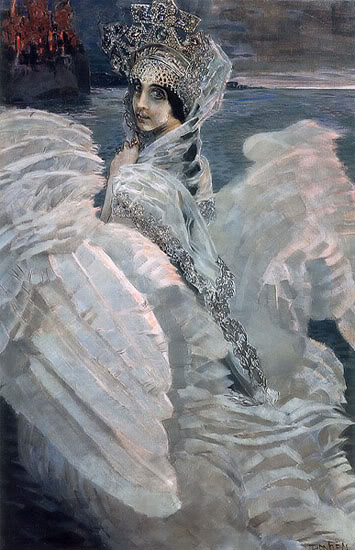
Labutí princezna
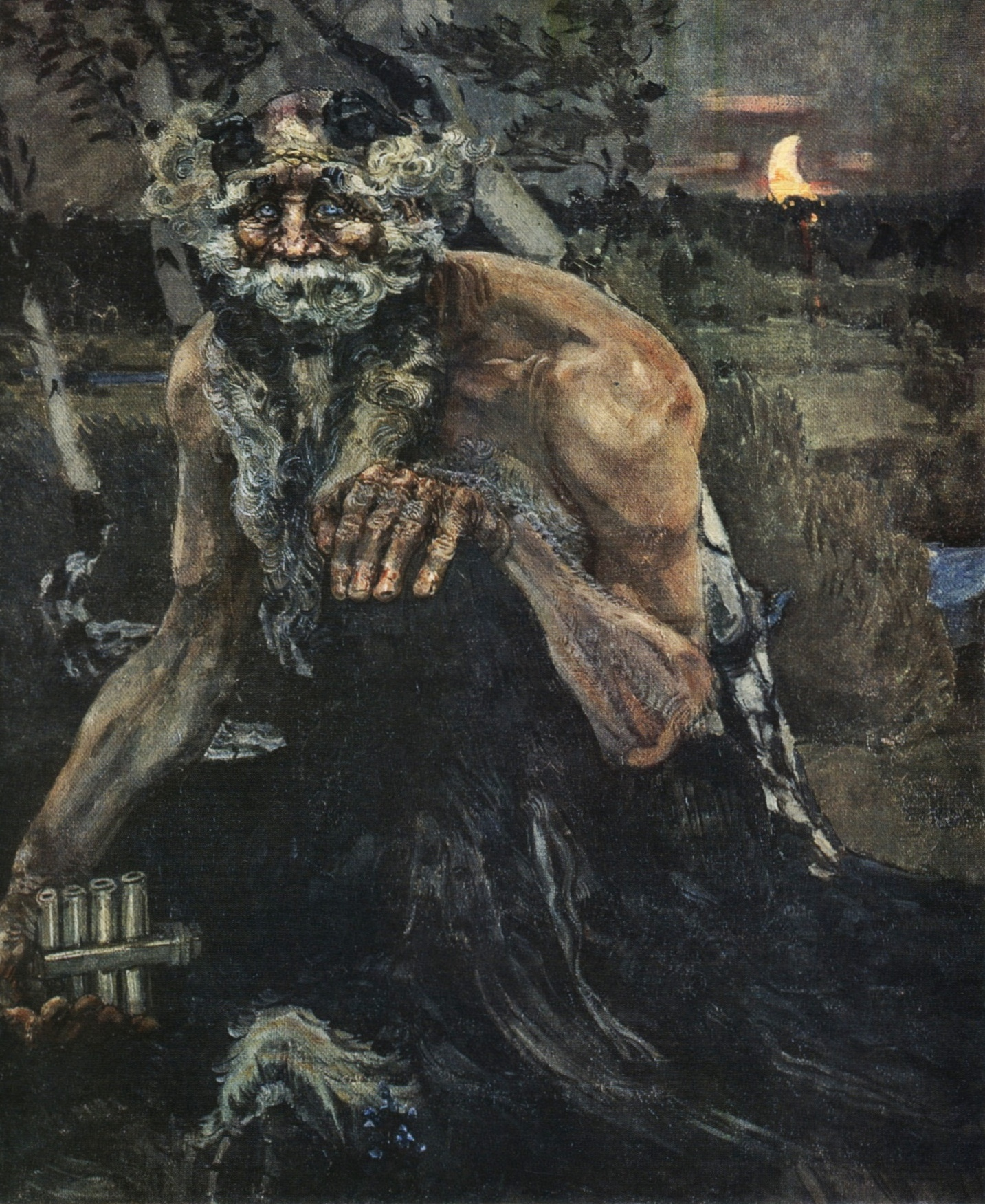
Pan
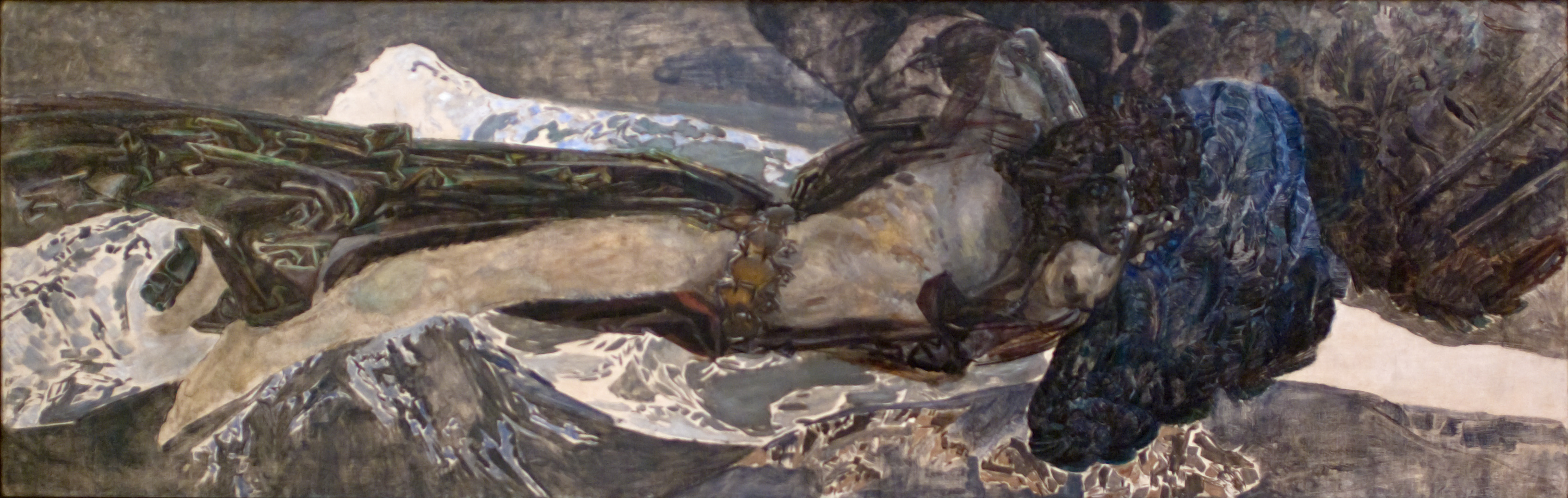
Letící démon
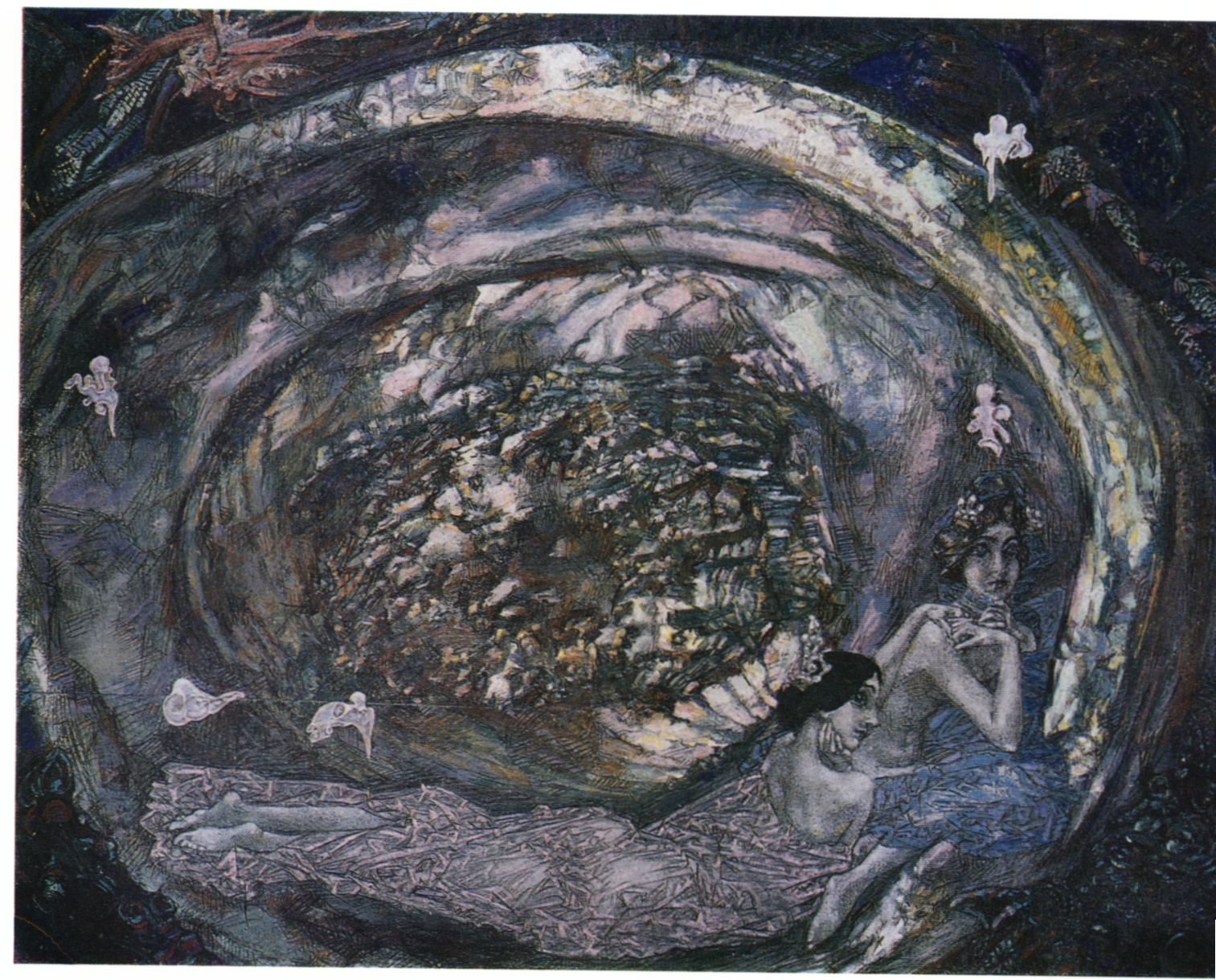
Perlorodka